# 范柏群
范柏群（1987年2月18日—），是一名中国足球运动员。

## 俱乐部生涯
2005年，范柏群进入中国足球超级联赛球队天津泰达的一线队名单。但很快他又被调到预备队，2007年夏季再次进入一队。2008年3月30日，他首次代表球队在中超联赛亮相，对手是杭州绿城但之后的几个赛季，范柏群依然未能得到太多出场机会。2012年，他被租借到中国足球甲级联赛球队沈阳沈北一个赛季。2013年，他又被租借到天津泰达的同城球队天津松江征战2013年中国足球甲级联赛。2013年12月，天津松江宣布续租范柏群一年。2015年2月，天津松江打算正式签入范柏群，但遭到天津泰达的拒绝。
2017年1月，乙级球队四川安纳普尔那在其球队官方微博宣布范柏群加盟球队，双方签订了一份为期三年的合约。